# El cor de la ciutat
El cor de la ciutat è una serie televisiva spagnola trasmessa dalla rete TV3 dall'11 settembre 2000 al 23 dicembre 2009.
La serie è stato il programma più visto in Catalogna con un'audience intorno al 28-33% con picchi del 40% nei finali di stagione. El cor de la ciutat segue le avventure di un gruppo di persone che vivono e lavorano nei quartieri di Sants e Sant Andreu di Barcellona, Catalogna, Spagna.